# Economia da Sérvia
A economia da Sérvia é a 87ª maior do mundo, com um total de $ 90,746 bilhões, e um PIB per capita de 12 605. Sua economia é baseada principalmente no setor de serviços (60,3% do PIB), indústria (31,8% do PIB) e agricultura (7,9% do PIB). No final de 1980, no início do processo de transição económica a partir de um economia planificada para uma economia de mercado, a economia da Sérvia teve uma posição favorável, mas foi gravemente afetada por sanções econômicas entre 1992 e 1995.
Após a destituição do ex-presidente iugoslavo Slobodan Milošević, em outubro de 2000, o país passou por um processo de liberalização econômica, e experimentou um crescimento econômico acelerado. O PIB per capita (nominal) passou de 1.152 dólares americanos em 2000 para 5.902 dólares americanos em 2013. Além disso, tornou-se um candidato forte de adesão à União Europeia, em março de 2012. A União Europeia é o parceiro comercial mais importante da Sérvia. Em 2011, o crescimento da economia e do PIB foi de 2%. A Sérvia entrou em uma segunda recessão em 2012, fazendo com que o crescimento do PIB caísse 1,5% neste ano. Em 2013, a Sérvia estava entre os 10 maiores dos países europeus no que diz respeito ao crescimento do PIB, que se elevou a 2,6% no referido ano. Durante o ano de 2013, a taxa de desemprego caiu de 22,4% para 20,1% e os rendimentos aumentaram.
Nos últimos anos, a Sérvia tem visto uma tendência de investimento estrangeiro direto cada vez mais rápido, incluindo no setor de indústria automobilística, processamento de metal, materiais de construção, alimentos e bebidas, têxtil, couro e tecnologia de informação. Por países, a maioria das aplicações financeiras no período 2000-2012 vieram da Itália (2,69 bilhões de dólares), Áustria (2.650 milhões de dólares), Noruega (2.160 milhões de dólares americanos), Bélgica (US $ 2,00 bilhões) e Grécia (1660 milhões de dólares), enquanto que outros grandes países investidores também incluem Estados Unidos, Rússia e Alemanha. A quantidade real de investimentos de países como os Estados Unidos e Israel é significativamente maior do que o número oficial, devido às suas empresas que investem principalmente através de filiais europeias.

## Visão geral

### Tendências macroeconômicas
O crescimento médio do PIB da Sérvia nos últimos dez anos foi de 2,45% ao ano. A estrutura do PIB por setor em 2013 foi: Serviços (60,3%), indústria (31,8%) e agricultura (7,9%). A estrutura do PIB por componentes em 2013 foi: consumo privado de 75,8%, o consumo público de 19,2%, os investimentos de 16,3%, as exportações de 42,7% , as importações -59,4%.
A tabela a seguir mostra o fluxo do PIB desde 2000:
| Ano  | PIB (USD bn) | Taxa de crescimento do PIB | PIB per capita (nominal) | PIB per capita (PPP) |
| ---- | ------------ | -------------------------- | ------------------------ | -------------------- |
| 2000 | 8.66         | +5.3                       | 1,152                    | 6.233                |
| 2001 | 11.43        | +5.3                       | 1,524                    | 6.725                |
| 2002 | 15.16        | +4.3                       | 2,021                    | 7.128                |
| 2003 | 19.58        | +2.5                       | 2,617                    | 7.472                |
| 2004 | 23.54        | +9.3                       | 3,154                    | 8.413                |
| 2005 | 25.06        | +5.4                       | 3,368                    | 9.181                |
| 2006 | 29.33        | +3.6                       | 3,957                    | 9.838                |
| 2007 | 39.16        | +5.4                       | 5,304                    | 10.687               |
| 2008 | 47.67        | +3.8                       | 6,485                    | 11.361               |
| 2009 | 40.24        | -3.5                       | 5,497                    | 11.090               |
| 2010 | 36.38        | +1.0                       | 5,030                    | 11.385               |
| 2011 | 43.77        | +1.6                       | 6,030                    | 11.854               |
| 2012 | 38.09        | -1.5                       | 5,291                    | 11.982               |
| 2013 | 42.49        | +2.6                       | 5,902                    | 12.465               |
| 2014 | 42.65        | -0.6                       | 5,924                    | 12.605               |

Indústrias primárias da Sérvia incluem processamento de veículos automóveis, metais básicos, móveis, processamento de alimentos, máquinas, produtos químicos, açúcar, pneus, roupas e produtos farmacêuticos. Os principais produtos de exportação da Sérvia, em 2013 foram: veículos automotores ($ 2.18bn), elétricos máquinas ($ 1.12bn), frutas e produtos hortícolas ($ 0.67bn), cereais ($ 0.66bn) e metais não-ferrosos ($ 0.65bn). Os principais produtos da agricultura sérvios são o trigo, milho, girassol, beterraba, frutas (framboesas, maçãs, cerejas), legumes (tomates, pimentas, batatas), carne bovina, carne de porco e produtos de carne, leite e produtos lácteos, uvas/vinho. A agricultura responde por 7,9% do PIB da Sérvia e quase um quarto das exportações totais do país, com cerca de 23,9% da população ativa na indústria. O crescimento médio da indústria sérvia entre 2000-2013 foi de 1,51% ao ano.

### Finanças públicas
O Ministério das Finanças sérvio realiza tarefas relacionadas com o orçamento do Estado, receita pública, despesa pública e da dívida pública no país. A dívida pública em relação ao PIB da Sérvia entre 2000-2008 diminuiu 140,1 pontos percentuais, e, em seguida, começou a aumentar novamente com o governo lutando contra os efeitos da crise financeira de 2008 em todo o mundo.
O Banco Nacional da Sérvia é o banco central do país e, como tal, suas principais atribuições são a proteção da estabilidade de preços, a taca e o câmbio do dinar, a gestão das reservas em moeda estrangeira e manutenção de pagamentos eficiente e sistemas financeiros. As reservas cambiais sérvias foram altamente aumentadas entre 2000-2007, quando somaram 10,86 bilhões de euros. A partir de 2013, o déficit orçamentário da Sérvia é de 4,88% e a dívida pública é de 63,8% do PIB.

### Comércio exterior
A Sérvia assinou Acordo de Livre Comércio (TLC) com a União Europeia, que permite a exportação de todos os produtos originários da Sérvia sem taxa de alfândega e outras taxas. Para um número limitado de produtos (açúcar e vinho), quotas anuais de importação permanecem em vigor. A partir de 2013, os países da União Europeia foram os maiores parceiros da Sérvia em termos de exportação, com o valor de $ 8,810 bilhões (60,30%). Em termos de importação, o valor foi de 13.348 milhões dólares (64,99%) da Sérvia. O valor do comércio bilateral entre a Sérvia e a maior economia da União Europeia, a Alemanha, atingiu um total de 3.730 milhões dólares americanos em 2013, um recorde histórico para as duas nações.
O país também assinou o CEFTA permitindo as exportações de todos os produtos originários da Sérvia sem taxas em países da região: Albânia, Bósnia e Herzegovina, Macedônia, Moldávia, Montenegro e Kosovo. Em 2013, os países CEFTA foram o segundo maior parceiros comerciais da Sérvia com suficiência de $ 1730000000 em 2013.
O acordo da Sérvia com a Rússia foi implementado em 2000, com mais liberalizações em 2009 e 2011. Para um número limitado de produtos, quotas anuais de importação permanecem em vigor. A lista de produtos é revisada anualmente. Os países da Comunidade dos Estados Independentes (CEI), como a Bielorrússia e a Arménia, também são grandes parceiros comerciais da Sérvia.
A Sérvia assinou um TLC com membros da Associação Europeia de Livre Comércio em dezembro de 2009. Com a Suíça e Liechtenstein, ele está ativo desde 2010, e com a Noruega e a Islândia, desde 2011. Outro acordo de livre comércio foi assinado com a Turquia, em 2009, mas entrou em vigor apenas em maio de 2010. O comércio com os Estados Unidos é definido no âmbito do Sistema Generalizado de Preferências (SGP). Benefícios comerciais dos Estados Unidos prevê uma entrada sem direito preferencial para 4650 produtos sérvios.